# Amoebozoa
Embranchement
Synonymes
- Eumycetozoa Zopf, 1884 emend. Olive, 1975[2]

Taxons de rang inférieur
- Tubulinea
- Flabellinea
  - Acanthopodina
  - Stereomyxidae
- Conosea
  - Archamoebae
  - Mycetozoa

Position phylogénétique
- Eukaryota
  - Unikonta
    - Amoebozoa
    - Opisthokonta
      - Holomycota
        - Nucleariida
        - Fungi

      - Holozoa
        - Mesomycetozoa
        - Filozoa
          - Filasterea
          - Choanobionta
            - Choanomonada
            - Metazoa

  - Bikonta
    - Apusozoa
    - Excavata
      - Metamonada
      - Euglenozoa
      - Percolozoa

    - Plantae
    - Chromalveolata s.l.
      - Hacrobia
        - Cryptophyta
        - Haptophyta

      - Harosa
        - Stramenopiles
        - Alveolata
          - Ciliophora
          - Dinoflagellata
          - Apicomplexa

        - Rhizaria
          - Cercozoa
          - Retaria

Les amibozoaires (Amoebozoa) constituent un grand groupe de protozoaires simples dont la plupart se déplacent en orientant leur cytoplasme vers les nutriments (pseudopodes) ou en le rétractant loin d'un désagrément. Il ne faut pas confondre les termes « amibozoaires » et « amiboïdes » (également nommés « rhizopodes ») qui désigne un sous-groupe des amibes, avec environ 500 espèces d'organismes vivants unicellulaires hétérotrophes.
Leurs pseudopodes sont appelés lobopodes. Plus rarement, certains sont aussi équipés de flagelles pour assurer leur mobilité. La plupart sont unicellulaires, et vivent dans les sols humides et les milieux aquatiques, où ils cohabitent avec d'autres organismes. Quelques-uns sont pathogènes. Les amibozoaires peuvent aussi se regrouper en colonies (être multicellulaires) et produire des spores, étant alors visibles à l'œil nu.
La taille des amibozoaires varie beaucoup. Beaucoup font seulement 10 à 20 μm et ne sont visibles qu'au microscope, mais certains font la taille des plus grands protozoaires. La fameuse espèce Amoeba proteus peut atteindre 800 μm de longueur, ce qui en fait un géant dans le monde des amiboïdes, et, en raison de sa taille, est souvent étudiée comme modèle de cellule. Quand ils s'agglutinent, les amibozoaires peuvent couvrir de grandes surfaces. Quelques amibes, appartenant à différents genres, atteignent une taille plus grande, par exemple dans les genres Gromia, Pelomyxa et Chaos.

## Étymologie
Le mot Amoebozoa est dérivé du grec ἀμείβω / ameíbo, signifiant « changement, transformation, mouvant, protéïforme », en référence au fait que les amibes n'ont pas de forme définie.

## Description

### Morphologie

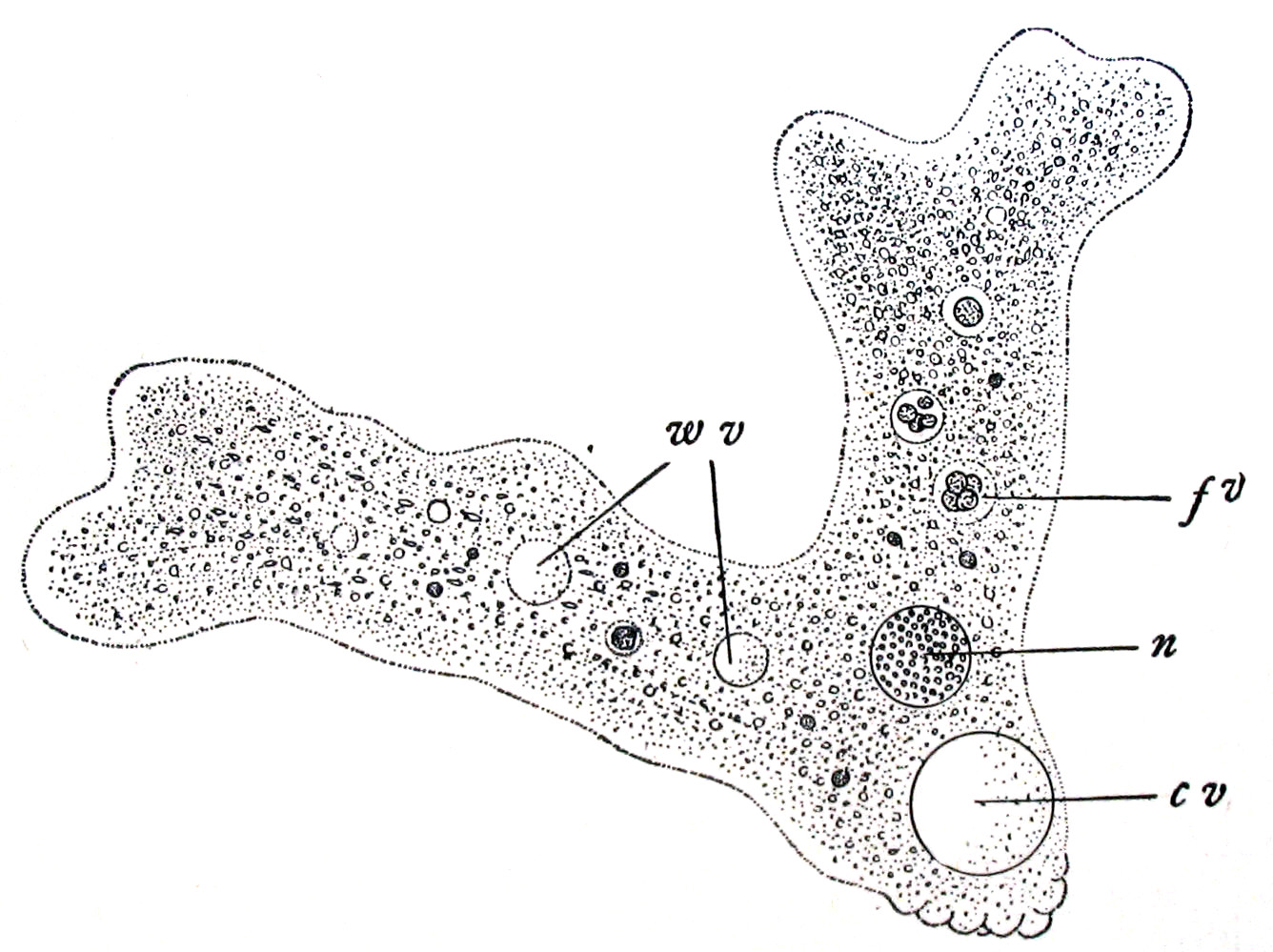
Amibe, telle qu'observée par Wilson au microscope vers 1900 ; légende originale : Amoeba proteus ; un animal constitué d'une seule cellule nue x 280 (tiré de : Sedgwick and Wilson's Biology)
n. Noyau (nucleus) ; w.v. Vacuole d'eau ; c.v. Vacuole contractile ; f.v. Vacuole d'aliments.

Une des caractéristiques des amibes est qu’elles comprennent un ou plusieurs noyaux dans une même cellule, et une vacuole contractile (ou « pulselle ») pour maintenir leur équilibre osmotique.
La cellule est généralement divisée en une masse granuleuse centrale, appelée endoplasme, et une couche extérieure, appelée ectoplasme. Au cours de la locomotion, des flux endoplasmiques se produisent à l'avant et à l'arrière de la cellule. De nombreuses amibes ont une côté antérieur et un côté postérieur, la cellule fonctionne comme un seul pseudopode. En général, elles produisent de nombreuses projections appelées sous-pseudopodes, qui ne sont pas directement impliquées dans la locomotion.
D'autres amoebozoa peuvent avoir de multiples pseudopodes indéterminés, qui sont plus ou moins tubulaires et sont pour la plupart remplis de granulés endoplasmiques. Ceux-ci se rassemblent dans l'un des principaux pseudopodes, et les autres se rétractent ; ils ne sont utilisés que si elle change de direction. En plus de quelques genres comme Amoeba et Chaos, cela concerne la plupart des amibes qui produisent une capsule. Ces capsules peuvent être composés de matériaux organiques, comme dans l'Arcella, ou de particules collectées et collées, comme dans Difflugia, avec une seule ouverture par laquelle le pseudopode émerge.
La plupart des amibozoaires n'ont pas de flagelles et, plus généralement, ne sont pas soutenus par un réseau microtubulaire sauf pendant la mitose. Toutefois, des flagelles se produisent chez certains Archamoebae, et de nombreux genres produisent des gamètes biflagellés. Les flagelles sont généralement ancrés à un cône de microtubules, ce qui suggère une relation étroite avec les opisthokonta. Les mitochondries caractéristiques de branchement ont des cristas tubulaires, mais ont été perdues chez les archamoebae.

### Nutrition
Ce sont des organismes non-photosynthétiques : ils ne produisent pas d'énergie grâce à la lumière. La chlorophylle parfois observée dans leurs cytoplasmes provient de microalgues phagocytées et en cours d'assimilation par l'amibe.
Le principal mode de nutrition est la phagocytose : la cellule entoure de potentielles particules d'aliments, puis la vacuole se referme et l'absorbe. Certaines amibes ont une ampoule appelée « uroïde », qui peut servir à accumuler et évacuer des déchets, et qui se détache périodiquement du reste de la cellule. Lorsque la nourriture est rare, la plupart des espèces peuvent former des kystes, qui peuvent devenir aériens et ainsi être emmenés par les vents vers de nouveaux environnements. Chez les myxomycètes, ces structures sont appelées spores et forment des structures appelées sporocystes.

### Reproduction
Les amibes, comme les autres organismes unicellulaires eucaryotes, se reproduisent de façon asexuée par mitose et cytocinèse. Ces modes ne doivent pas être confondus avec la fission binaire qui est la façon dont les procaryotes (bactéries et archées) se reproduisent.
Quand l'amibe est divisée par la force (coupée en deux), seule la partie contenant le noyau va survivre et reconstituer une nouvelle cellule et un cytoplasme.

## Habitat
Les amibes sont des protozoaires qui occupent presque tous les compartiments de l'environnement aquatique et des sols humides.
L’amibe évolue en milieu fortement aqueux et riche en matières organiques. Pour des raisons osmotiques, beaucoup ne tolèrent pas les milieux hyper salins comme la mer et se développent dans les eaux riches en matières organiques : marais, eaux stagnantes ou polluées. On en a trouvé dans les eaux de refroidissement de centrales thermiques et les eaux de piscines.

## Classification
Historiquement, toutes les amibes à pseudopodes ont été regroupées sous la classe des Lobosea, placées avec d'autres amiboïdes dans les taxons Sarcodina ou Rhizopoda, mais ceux-ci étaient considérés comme des groupes non naturels. Des études génétiques et structurelles ont montré que les Percolozoa et les Archamoebae sont des groupes indépendants. Les études en phylogénie basée sur l'ARNr ont montré que leurs représentants étaient séparés des autres amibes, et ont dû diverger près de la base de l'évolution des eucaryotes, de même que la plupart des myxomycètes.
Toutefois, les arbres ont été révisés par Cavalier-Smith et Chao en 1996 et il a été suggéré que les autres lobosans forment un groupe monophylétique, et qu'Archamoebae et Mycetozoa sont étroitement liées à celui-ci, bien que les Percolozoa ne le soient pas.
Classification selon BioLib (20 avril 2021) :
- embranchement Archamoebae (archéamibes)
- embranchement Flabellinea A. Smirnov & al., 2005
- embranchement Mycetozoa (dont le « blob », Physarum polycephalum)
- embranchement Tubulinea A. Smirnov & al., 2005
- Taxons non classés : 
  - ordre Acanthopodida Page, 1976
    - famille Corallomyxidae Page, 1987
    - famille Malpighamoebidae
    - famille Stereomyxidae Grell, 1966
      - genre Astramoeba Vejdovský, 1881
      - genre Branchipocola Breindl, 1925
      - genre Sappinia Dangeard, 1896

Classification selon World Register of Marine Species (20 janvier 2023) :
- sous-embranchement Amoebozoa incertae sedis
- sous-embranchement Conosa
- sous-embranchement Lobosa
- sous-embranchement Protamoebae

## Informations diverses

### L'amibe dans l’environnement
On distingue les amibes libres des amibes parasitaires.
- Les amibes libres sont capables d'évoluer de façon parfaitement autonome dans leur environnement. Cependant certaines d'entre elles peuvent investir le corps d'un hôte si l'occasion leur en est offerte et y déclencher une pathologie.
- Les amibes parasitaires sont en permanence à la recherche d'un hôte ; elles survivent dans l'environnement mais s'y développent généralement peu. Il arrive que certaines ne déclenchent pas de syndrome pathologique chez l'hôte ; on parlera alors préférentiellement de commensalisme mais rarement de symbiose (l'amibe est unicellulaire).

### Pathogénie
Certaines amibes ont un pouvoir pathogène pour diverses espèces, dont l'Homme.
C'est le cas de Entamoeba histolytica responsable de la dysenterie amibienne ou amibiase dans les milieux tropicaux. La prévalence de ce protozoaire varie considérablement dans les différents groupes de population et est généralement étroitement liée aux conditions socio-économiques. Les taux les plus élevés sont retrouvés dans des endroits dépourvus d'installations sanitaires comme les toilettes, égouts ou dépourvus d'accès à l'eau potable.
Une espèce est particulièrement dangereuse : Naegleria fowleri, responsable d'une très rare (environ 200 cas dans le monde) mais gravissime pathologie : la méningo-encéphalite amibienne primitive (ou MEAP), presque systématiquement mortelle pour l'Homme (~97 % de mortalité dans les 15 jours).
Le genre Acanthamoeba comme l'espèce Acanthamoeba castellanii est responsable d'encéphalite amibienne granulomateuse (ou EAG) ou d'atteintes oculaires (kératite ou kérato-uvéite) chez les animaux et humains immunodéprimés.
De plus, on soupçonne une association entre des amibes pathogènes comme Acanthamoeba spp. avec des bactéries pathogènes comme le genre des Legionella, plus particulièrement Legionella pneumophila, responsable des légionelloses où l'amibe jouerait le rôle de vecteur et de catalyseur de surinfections en conservant, par exemple, des foyers infectieux de la bactérie dans ses kystes.

### Système immunitaire dans une colonie d'amibes
Au sein d'une colonie d'amibes, des individus spécialisés absorbent les contaminants (bactéries, toxines). Ces cellules ont une capacité de stockage dix fois plus importante que celle des autres cellules de la colonie. Elles sont ensuite rejetées à l'arrière au fur et à mesure du déplacement de la colonie.

### Résistances
Certaines amibes font preuve d'une relative résistance à certains biocides (dont le chlore actif des piscines, sous un certain seuil de concentration).
Les Acanthamoeba s'avèrent plus résistantes que les Naegleria (ils ont une durée de survie dans une eau 40 fois plus longue : 40 min contre 1 min). 0,5 mg/l de chlore actif (acide hypochloreux) est le minimum nécessaire dans une piscine pour éliminer les amibes, ce qui implique 0,5 à 1 mg/l de chlore actif en permanence. Si l'acide hypochloreux est activé par 5 à 10 % de brome naissant, le chlore tue les amibes plus rapidement.

### Génomique
Une autre caractéristique remarquable des amibes est la grande taille de leur génome.
L'espèce Amoeba proteus a 270 milliards (109) de paires de bases dans son génome, et Polychaos dubium (autrefois nommé Amoeba dubia) en compte 670 milliards. Le génome humain est petit par contraste (environ 2,9 milliards de bases).

### Dans l'histoire des sciences
Les amibes ont été pour la première fois décrites par August Johann Rösel von Rosenhof en 1757.
Pour les premiers naturalistes Amoeba l'« animalcule protéen » faisait référence à la Mythologie grecque dans laquelle le dieu Proteus pouvait changer d'apparence. Le nom « amibe » a été ensuite donné à ces organismes par Bory de Saint-Vincent, depuis le grec amoibè (αμοιβή), signifiant « changement ».
Dientamoeba fragilis a été décrite dès 1918 et n'a été reconnue qu'avec difficulté comme pathogène important chez l'Homme, et on ne sait toujours pas comment cette amibe est transmise (peut être en même temps que les spores du ver parasite (oxyure) Enterobius vermicularis).

### Organisme modèle

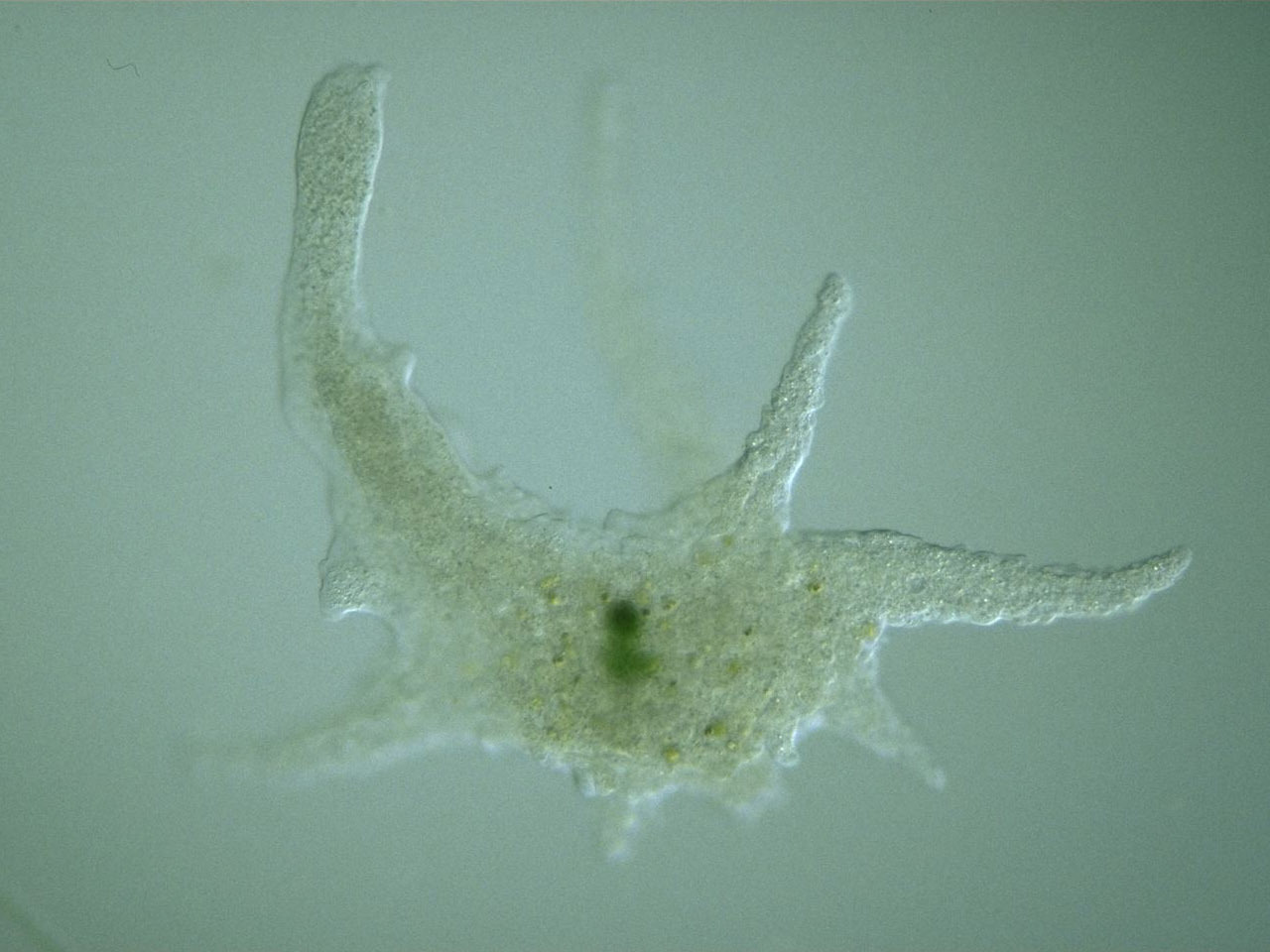
Chaos carolinense

La simplicité fonctionnelle et structurale des amibes a permis d'en faire un organisme d'étude et de laboratoire modèle.
Elles ont permis de nombreuses études, notamment par Balbiani sur la localisation de l'information génétique dans le noyau (section d'amibe).